# Coutinhoïta
La coutinhoïta és un mineral de la classe dels silicats. Rep el seu nom de Jose Moacyr Vianna Couthino, professor de mineralogia de l'Institut de Ciències Geològiques de São Paulo, al Brasil.

## Característiques
La coutinhoïta és un silicat de fórmula química ThxBa(1-2x)(UO₂)₂Si₅O13·3H₂O, on es compleix: 0 < x < 0,5. Va ser aprovada com a espècie vàlida per l'Associació Mineralògica Internacional l'any 2003. Cristal·litza en el sistema ortoròmbic. La seva duresa a l'escala de Mohs és 2.
Segons la classificació de Nickel-Strunz, la coutinhoïta pertany a «09.AK: Estructures de nesosilicats (tetraedres aïllats), uranil nesosilicats i polisilicats» juntament amb els següents minerals: soddyita, cuproklodowskita, oursinita, sklodowskita, boltwoodita, kasolita, natroboltwoodita, uranofana-β, uranofana, swamboïta, haiweeïta, metahaiweeïta, ranquilita, weeksita, ursilita, magnioursilita, calcioursilita i uranosilita.

## Formació i jaciments
Va ser descoberta a la mina Urucum, al municipi de Galiléia, a la Vall de Doce, a Minas Gerais, Brasil. Es tracta de l'únic indret on ha estat trobada aquesta espècie mineral.